# Vilademuls
Vilademuls település Spanyolországban, Girona tartományban. Vilademuls Navata, Pontós, Bàscara, Viladasens, Cervià de Ter, Cornellà del Terri, Fontcoberta, Esponellà, Cabanelles és Sant Julià de Ramis községekkel határos. Lakosainak száma 866 fő (2024).

## Népesség
A település népessége az elmúlt években az alábbi módon változott:
| Lakosok száma | 866  | 2132 | 1889 | 1628 | 756  | 769  | 786  | 787  | 815  | 866  |
|               | 1717 | 1887 | 1936 | 1960 | 1986 | 2004 | 2009 | 2014 | 2019 | 2024 |